# Iphinoe fagei
Iphinoe fagei is een zeekommasoort uit de familie van de Bodotriidae. De wetenschappelijke naam van de soort is voor het eerst geldig gepubliceerd in 1955 door Jones.